# Pic de la Gallina
El Pic de la Gallina és una muntanya de 2.756,5 metres d'altitud que es troba a cavall dels termes municipals de la Guingueta d'Àneu i de Lladorre, a la comarca del Pallars Sobirà.
Forma part de la carena que separa les valls del Riu d'Unarre, a ponent, de la del Riu de Tavascan, a llevant. Té a prop, a migdia seu, el Pic Major de la Gallina i, una mica més allunyat, al nord-oest, el cim del Mont-roig. Sota els dos pics de la Gallina, al sud-est, s'obre el Circ de la Gallina.